# Parribacus
Parribacus is een geslacht van kreeftachtigen uit de familie van de Scyllaridae.

## Soorten
- Parribacus antarcticus (Lund, 1793)
- Parribacus caledonicus Holthuis, 1960
- Parribacus holthuisi Forest, 1954
- Parribacus japonicus Holthuis, 1960
- Parribacus perlatus Holthuis, 1967
- Parribacus scarlatinus Holthuis, 1960